# Scrabble-Weltmeisterschaft
Die Scrabble-Weltmeisterschaft (englisch World Scrabble Championship) ist das weltweit prestigeträchtigste Turnier für Scrabble in englischer Sprache. Seit 1991 findet es alle zwei Jahre statt, seit 2013 unter dem Namen Scrabble Champions Tournament. Der aktuelle Weltmeister ist David Eldar, der den Titel bei der Weltmeisterschaft 2017 in Nottingham gewann.
Die Anzahl der Teilnehmer wuchs seit Beginn stetig an. Nahmen im Jahr 1991 nur 48 Spieler teil, waren es 2009 schon 108. Jedes teilnehmende Land darf eine bestimmte Anzahl an Spielern stellen, die dann von den nationalen Verbänden festgelegt werden.
Das verwendete Wörterbuch ist umgangssprachlich bekannt als SOWPODS, welches in der Mehrheit der Länder, in denen Scrabble gespielt wird, genutzt wird.
Am 17. Mai 2013 kündigte der Spiele-Konzern Mattel an, dass die Weltmeisterschaft in Scrabble Champions Tournament umbenannt werden soll und als Teil der Veranstaltung „Mind Sports Festival“ vom 3. bis 8. Dezember 2013 in Prag stattfinden wird.

## Ergebnisse
| Jahr      | Gewinner                                 | Zweiter                                 | Ort                                                  | Teilnehmer | Siegprämie | Preisgeld  | Sponsor     |
| --------- | ---------------------------------------- | --------------------------------------- | ---------------------------------------------------- | ---------- | ---------- | ---------- | ----------- |
| 2023      | David Eldar ( Australien)                | Harshan Lamabadusuriya ( England)       | Las Vegas, USA                                       | 135        | USD 10.000 |            | WESPA       |
| 2020–2022 | Aufgrund der Corona-Pandemie ausgefallen |                                         |                                                      |            |            |            |             |
| 2019      | Nigel Richards (5) ( Neuseeland)         | David Eldar ( Australien)               | Torquay, Vereinigtes Königreich                      | 46         |            |            | Mattel      |
| 2018      | Nigel Richards (4) ( Neuseeland)         | Jesse Day ( Vereinigte Staaten)         | Torquay, Vereinigtes Königreich                      | 75         | GBP 6.200  |            | Mattel      |
| 2017      | David Eldar ( Australien)                | Harshan Lamabadusuriya ( England)       | Nottingham, Vereinigtes Königreich                   | 77         | GBP 7.000  |            | Mattel, MSI |
| 2016      | Brett Smitheram ( England)               | Mark Nyman ( England)                   | Grand Palais, Lille, Frankreich                      | 72         | EUR 7,000  | EUR 40.000 | Mattel, MSI |
| 2015      | Wellington Jighere ( Nigeria)            | Lewis Mackay ( England)                 | Gloucester Park, Perth, Australien                   | 130        | A$ 10.000  | A$ 28.400  | WESPA       |
| 2014      | Craig Beevers ( England)                 | Chris Lipe ( Vereinigte Staaten)        | ExCeL Arena, London, Vereinigtes Königreich          | 108        | GBP 3.000  | GBP 7.000  | Mattel, MSI |
| 2013      | Nigel Richards (3) ( Neuseeland)         | Komol Panyasophonlert ( Thailand)       | Andel's Hotel, Prag, Tschechische Republik           | 110        | USD 10,000 | USD 25,000 | Mattel, MSI |
| 2011      | Nigel Richards (2) ( Neuseeland)         | Andrew Fisher ( Australien)             | Hilton Hotel, Warschau, Polen                        | 106        | USD 20,000 | USD 50,000 | Mattel      |
| 2009      | Pakorn Nemitrmansuk ( Thailand)          | Nigel Richards ( Neuseeland)            | Zon Regency Hotel, Johor Bahru, Malaysia             | 108        | USD 15,000 | USD 30,500 | Mattel      |
| 2007      | Nigel Richards (1) ( Neuseeland)         | Ganesh Asirvatham ( Malaysia)           | Taj President Hotel, Mumbai, Indien                  | 104        | USD 15,000 | USD 30,500 | Mattel      |
| 2005      | Adam Logan ( Kanada)                     | Pakorn Nemitrmansuk ( Thailand)         | Marriott Regent's Park Hotel, London, Großbritannien | 102        | USD 15,000 | USD 30,500 | Mattel      |
| 2003      | Panupol Sujjayakorn ( Thailand)          | Pakorn Nemitrmansuk ( Thailand)         | Corus Hotel, Kuala Lumpur, Malaysia                  | 90         | USD 17,500 | USD 40,000 | Mattel      |
| 2001      | Brian Cappelletto ( Vereinigte Staaten)  | Joel Wapnick ( Kanada)                  | Venetian Hotel, Las Vegas, USA                       | 88         | USD 25,000 | USD 50,100 | Hasbro      |
| 1999      | Joel Wapnick ( Kanada)                   | Mark Nyman ( England)                   | Carlton Crest Hotel, Melbourne, Australien           | 98         | USD 15,000 | USD 34,200 | Mattel      |
| 1997      | Joel Sherman ( Vereinigte Staaten)       | Matt Graham ( Vereinigte Staaten)       | Mayflower Hotel, Washington, D.C., USA               | 80         | USD 25,000 | USD 50,100 | Hasbro      |
| 1995      | David Boys ( Kanada)                     | Joel Sherman ( Vereinigte Staaten)      | Park Lane Hotel, Piccadilly, London, Großbritannien  | 64         | USD 11,000 | USD 29,550 | Mattel      |
| 1993      | Mark Nyman ( England)                    | Joel Wapnick ( Kanada)                  | Plaza Hotel, New York, USA                           | 64         | USD 10,000 | USD 24,950 | Hasbro      |
| 1991      | Peter Morris ( Vereinigte Staaten)       | Brian Cappelletto ( Vereinigte Staaten) | London, Großbritannien                               | 48         | USD 10,000 | USD 19,000 | Mattel      |